# 버펄로 빌스
버펄로 빌스(Buffalo Bills)는 뉴욕주 버펄로에 있는 프로 미식축구 팀이다. 버펄로 빌스는 NFL의 아메리칸 풋볼 콘퍼런스, 이스트 디비젼에 속해 있다. 버펄로 빌스는 오처드 파크의 교외지역에서 홈경기를 하며, 2008년부터 한 시즌에 한 번씩 토론토에서 홈경기를 한다. 빌스는 1960년 아메리칸 풋볼 리그의 창립멤버로 시작하여 1970년 AFL-NFL 합병할 때 NFL에 가입하였다.
빌스는 1964년과 1965년에 아메리칸 풋볼 리그를 연속 우승했지만, 리그를 합병한 후에는 우승을 한 적이 없다. 버펄로는 유일한 4년 연속 아메리칸 풋볼 콘퍼런스 챔피언기록과 양대 리그를 통틀어 4년 연속 슈퍼볼에 참가하고 진 기록을 갖고있다.
The Bills는 1950년 클리블랜드 브라운스와 합병되기 전 올-아메리칸 풋볼 콘퍼런스의 팀이였던 AAFC Buffalo Bills에서 이름을 따왔고, 이 팀 이름은 지역 공모전에서 우승한 이름이다. 결과적으로 그 팀 이름은 윌리엄 프레데릭 "버펄로 빌" 코디(William Frederick "Buffalo Bill" Cody)로부터 따왔다. 빌스의 치어리더들은 Buffalo Jills라고 불린다. 공식적인 마스코트는 빌리 버펄로이다. 코디는 팀의 아이콘으로 사용되지 않았다.
빌스는 로체스터 외각에 있는 뉴욕주 피츠포드에 있는 St. John Fisher College에서 서머 트레이닝 캠프를 치른다.
빌스는 NFL에서 뉴욕에서 홈경기를 치르는 유일한 팀이다. 뉴욕 제츠와 뉴욕 자이언츠 모두 그들의 사무실이 있는 뉴욕시티에서 9마일 떨어진 뉴저지주의 이스트 루더포드에서 경기를 치른다. 빌스는 홈 경기를 그들의 사무실이 있는 버펄로시티에서 더 떨어진(11마일) 곳에서 경기를 한다. 2005년 10월 2일에 빌스는 뉴올리언스와의 NFL 개막경기를 텍사스 주의 샌안토니오에서 치렀다. 2008년부터 2012년까지 유효한 5년짜리 빌스 토론토 시리즈를 계약하고 캐나다에서 홈경기를 치르는 유일한 팀이 되었다.